# シュトース (小惑星)
シュトース (6106 Stoss) は、小惑星帯に位置する小惑星である。パロマー天文台のトム・ゲーレルスとライデン天文台のファン・ハウテン夫妻が発見した。
クラクフの聖マリア教会の祭壇画などを作ったドイツの彫刻家、ファイト・シュトース（Veit Stoß、1450年以前 - 1533年9月20日頃）に因んで名付けられた。